# 13316 Llano
A 13316 Llano (ideiglenes jelöléssel 1998 RJ75) a Naprendszer kisbolygóövében található aszteroida. A LINEAR projekt keretében fedezték fel 1998. szeptember 14-én.